# Bajmóc vára
Bajmóc vára (szlovákul: Bojnický zámok) a Nyitra folyó jobb partján, egy jól megközelíthető kis dombon épült a 13. század második felében (Csorba), amikor már vizesárokkal vették körül. A Pálffy család birtokközpontjainak egyike. Először a középkori magyarországi végvárlánc tagja volt, később azé a Trencsénig húzódó, 30 várból álló védvonalé, amit Pozsonyból irányítottak. A vár alatti, denevérek lakta és az épületből elérhető kéttavas cseppkőbarlang látogatható. A parkjában fakadó gyógyvíz barlangjában egykor ősemberek laktak. A vár előtt álló, 28 méter magas és 12 méter törzsátmérőjű, több mint 700 évesre becsült hársfát a hagyomány szerint Csák Máté ültette 1301-ben. Úgy tartják, hogy Mátyás király is tartott itt országgyűlést, és a fa árnyékában hűsölve hozott egy sor rendeletet. „Oklevelei közül számosat állított ki innen sub tilia nostra Bajmocensi, azaz »a mi bajmóczi hársfáink alól« keltezve” (Borovszky).
Egyike azon magyar főnemesi lakhelyeknek, melyek képesek valamennyit megmutatni a monarchia uralkodói pompájából és a történelmi időkből.

## Legendája
A bajmóci várban egy fekete hölgyet láttak kísérteni, többnyire a vártorony környékén és a vár lépcsőjén bolyongva. A legenda szerint rokonai hűtlenséggel vádolták meg, férje pedig rettenetes igazságpróba elé állította. Azt követelte tőle, hogy vesse le magát a toronyból – ha ártatlan, élve marad, ha pedig bűnös, megérdemli a halált. Az asszony magával vitte aprócska gyermeküket, és vele ugrott a mélybe. Azóta együtt járnak vissza kísérteni az éj sötétjében. Az anya és karjában rívó gyermek szellemét többen vélték már látni-hallani.

## Története

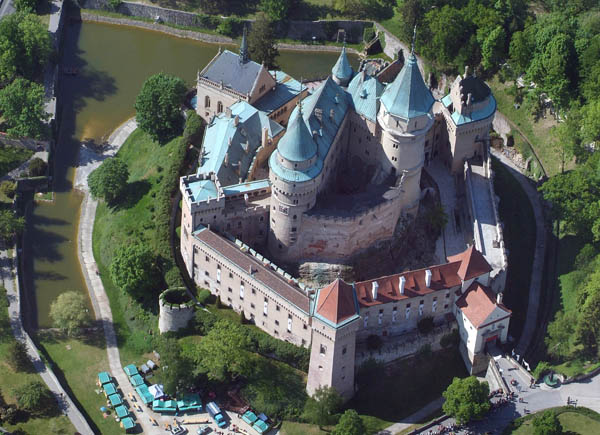
A vár légifelvételen

Az erődítményt elsőnek a zobori bencés apátok tulajdonát leíró levél említi 1113-ban; akkor még palánkvár állt itt.
A 13. században még csak 35–40 méter átmérőjű, sziklára épült váracska 1889-re 80 helyiséges, 365 ablakos, 6000-nél is több műkincset rejtő kastély lett. Kialakítása elegáns, fényűző.
A tatárjárás után IV. Béla előírta, hogy a főuraknak gondoskodniuk kell kapott uradalmaik védelméről – ezek eleinte nem örökbirtokok voltak, hanem bizományba kapott királyi jószágnak számítottak. Számos vár, erőd és más erősség épült ebben az időben.
1297 körül már a Hont-Pázmány nemzetségbeli Kázmér ispán fiaié volt, ők kibővítették, de föltehetően még ekkor is csak kerek lakótoronyból és azt körbefogó falból állt. Ezt a „központi magot” a 15. században egy külső fallal vették körül.
Kázmér ispán fiai szembekerültek a tartományúri hatalmát kiépítő Csák Mátéval, és vereséget szenvedtek tőle. Az 1297-ben az ostromlott Gímes felmentésére haddal indult III. András elkésett a segítséggel, és Máté Gímes után a Hont-Pázmány nembéliek további öt várát foglalta el, köztük Bajmócot is.
A mindig önös érdekét néző főúr erősen köpönyegforgató volt, de egy cseppet sem gyenge. 1301-ben Premysl Vencelt támogatta, és fiának magyar királlyá koronázása után 1302 elején királyi adománylevéllel megkapta Trencsén és Nyitra vármegyéket, valamint Bajmócot is. Kiskirályságának központját Trencsénben rendezte be, hátat fordított Vencelnek és önálló politikára tért át.
Trencséni Csák Máté megnőtt hatalmára jellemző, hogy bár nem tartotta be Anjou Károly Róberttel kötött kékesi megállapodást a királlyá koronázott Károly Róbertnek nem volt ereje hatalmának megtörésére. Bajmócot csak Csák Máté halála után, 1321 tavaszán tudta visszavenni.

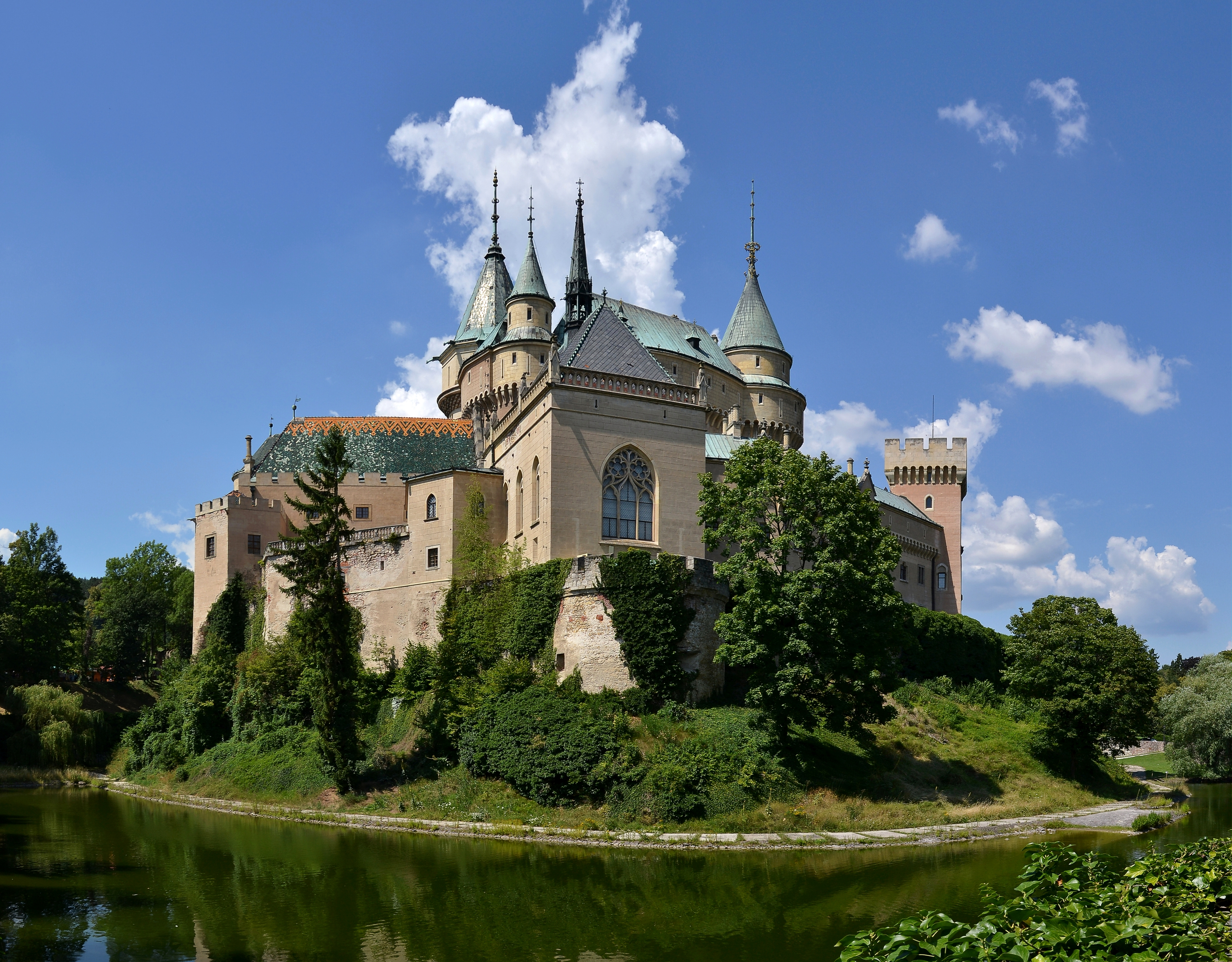
Bajmóc vára

Luxemburgi Zsigmond birtokadományokkal próbálta pártjára állítani a magyar nemeseket. Bajmócot Jolsvai Leusták nádor kapta meg. Jolsvai fia (György) utód nélkül halt meg, ezért a birtok 1427-ben visszaszállt a koronára.
1430-ban a király Pököskéért cserébe Noffri Lénárdnak és három testvérének adta örök adományként (Csorba). Ők négyen példás összefogással külső kővárat emeltek a meglévő köré.
A század derekán Giskra cseh huszitái Bajmócot is megostromolták. A legtöbb forrás (pl. Csorba) szerint a vár egyike maradt annak a néhány felvidéki erősségnek, amely képes volt nekik ellenállni – Fényes Elek szerint viszont bevették.
1489-ben a Noffri család is kihalt. A bajmóci uradalmat ezután Mátyás király törvénytelen fiának, Corvin János liptói hercegnek adta.
Borovszky Samu erről így emlékezik.:
Istvánffy beszéli, hogy Poki Péter a saját maga vára gyanánt kezelte Bajmóczot, sok erőszakoskodást követett el, sőt egy ízben a bajmóczi meleg fürdőben tartózkodó Korvin Jánost a várból ki is zárta s orgyilkosokat bérelt fel, hogy megölesse. Mind e bünüket Gyulay János, Szeretsény Lajos, Pernessy György és mások reábizonyították Pokira, ki még a biróság előtt is csak vállát vonogatta. A biróság megállapítva látván az árulás meg hűtlenség büntettét, Pokit darabokra vágatta.
A Szapolyai család által kimódolt orgyilkosság terve tehát nem sikerült, Bajmóc hamarosan mégis a Szapolyaiaké lett, mert az időközben elhunyt Mátyás király adósságát Corvin János nem tudta kifizetni, így kénytelen volt a várbirtokot zálogként átengedni.
A 16. században Szapolyai János választott magyar királytól harccal foglalta el a várat riválisa, I. Habsburg Ferdinánd osztrák főherceg, szintén magyar király. Ő az uradalmat 1527-ben Thurzó Eleknek adományozta. Ő, majd utódai többször is megerősítették, aminek eredményeképpen a törökök nem tudták bevenni, 1530-ban és 1599-ben sem (Csorba).
1599-ben rablók fosztogatták a környékét, de az erősséget nem támadták meg.
1605-ben Bajmóc megnyitotta kapuját a felkelő Bocskai István hajdúinak. A Thurzók 1607-ben kapták vissza, és birtokközponttá fejlesztették. A korszerűsítések elmaradása miatt ekkorra hadászati értékét már elvesztette.
1637-ben a Thurzó család is kihalt, és a bajmóci uradalom ismét visszaszállt az uralkodóra, aki a Pálffy családnak adta zálogba; 1643-ban a zálog tulajdonukká alakult. A II. Rákóczi Ferenc vezette szabadságharc alatt a kurucok hosszas éheztetéssel 1704. július 8-án bevették.
Ezzel a nem éppen szerencsés lépéssel a kurucok még inkább maguk ellen fordították a Pálffyakat, és Pálffy János nádor már a trencséni csatában a császáriak egyik vezéreként jeleskedett. Pálffy III. János gróf, aki a nádori tisztség mellett 'horvát bán is lett (később Sáros vármegye főispánja, a magyarországi császári hadak főparancsnoka, a szatmári békét megkötő császári felhatalmazott, nádori tisztségében pedig Mária Terézia királynővé koronázója) 1708. november 4-én körbevette a bajmóci várat és azt egyhetes ostrommal november 11-ére visszaszerezte. Az erődítményekre kimondott 1711-es várrombolási rendelet Pálffyk tíznél is több erősségét nem érintette, így a bajmóci vár is megmaradt.
A vár középkori formáját 1889-ig őrizte meg. Ekkor Pálffy János Ferenc gróf tulajdonos instrukciói alapján Hubert József budapesti műépítész a késő gótikus francia várbelsők mintájára impozáns kastéllyá építette át. Az évtizedes átalakítás 1908-ban készült el és 2 millió aranykoronát emésztett fel. A 20. század elejére (állítólag azért, hogy minden naptári napon más és más ablakon lehessen kitekinteni) 365 ablakos díszes várkastéllyá bővítették ki. 17. századi állapotában csak a kápolna és a nagyterem maradt meg (Csorba).

### A vár utolsó (műgyűjtő) tulajdonosa

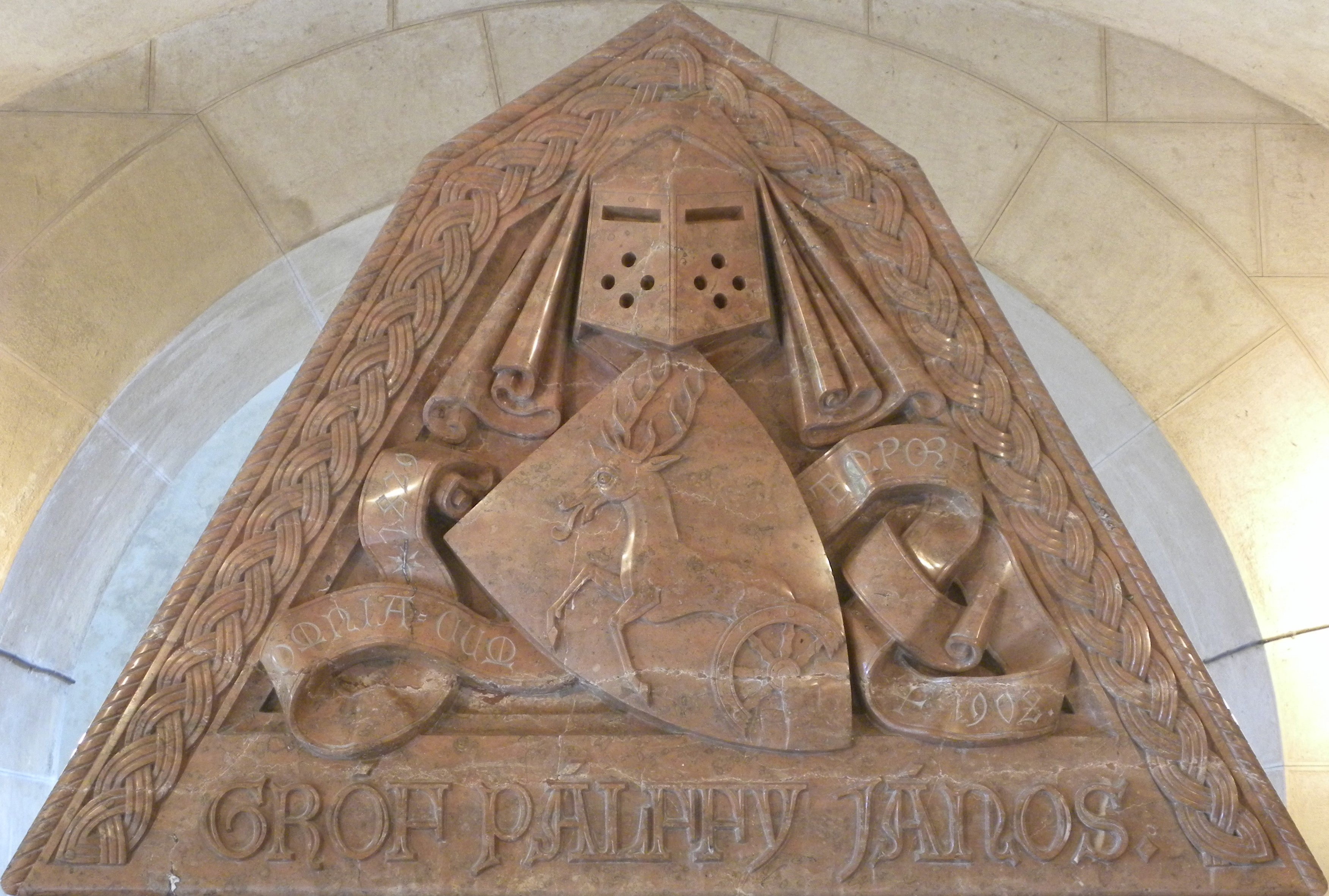
Pálffy János Ferenc szarkofágja a vár kriptájában

Pálffy János Ferenc (1829-1908) gróf aktívan közreműködött a tervezésben, de elkészültét már nem érte meg. A főúr kiváló műbarát és műértő. Mű- és régiséggyűjteménye ma is messze földön híres. A bajmóci vár, a bazini várkastély, a királyfai kastély, pozsonyi, bécsi és párisi palotái, valóságos tárházai a műkincseknek és gyűjteményeknek. A nemzet háláját leginkább 1900. október 9-én a középosztály tehetségeinek támogatására tett alapítványával érdemelte ki. A király 1884-ben a valóságos belső titkos tanácsosi méltóságot és 1896-ban az I. osztályú Vaskorona-rendet adományozta neki.
Ő ajándékozta a Magyar Nemzeti Múzeumnak Karl von Piloty Nero szemléli az égő Rómát című nagy festményét, a Szépművészeti Múzeumnak pedig 178 képet – egyebek közt Rembrandt, Tiziano, Troyon, Courbet, Daugbigny, Hobbema, Baltraffio, Andrea del Sarto, Francesco Francia műveit (a Nemzeti Galériában is több Pálffy-kép van.)
Gyűjteményének átfogó leltározásával Radisics Jenőt bízta meg, és ő nemcsak a műveket írta le, de a rideg és távolságtartó, de magányában is nemzetét szerető főurat is.
Tőle idézzük gróf Pálffy János Ferenc végrendeletének idevágó részét:
"Életem hosszú folyása alatt tett külföldi utazásaimnak és ottani huzamosb tartózkodásaimnak az oka és czélja ... az volt, hogy ... a külföldnek, a képzőművészeteknek gazdag tárházából megszerezzek annyit, amennyit a körülményekhez és anyagi erőmhöz képest megszerezni lehetett s, hogy e megszerzett képzőművészeti tárgyakat hazahozva, hazánknak ily tárgyakban szűkölködő voltán segítsek s ezekkel a hazai műízlést nemesítsem s a művészetet ébresszem.”
Végakaratában úgy rendelkezett, hogy bajmóci gyűjteményét az örökösök nyissák meg a nyilvánosság előtt – e rendelkezését azonban figyelmen kívül hagyták.
1945-ben a csehszlovák állam Bajmócot is kisajátította. 1950. május 9-én tűz ütött ki, amit teljes helyreállítás követett. A Pálffyak hagyatékát Csehszlovákia szétválása óta a szlovák állam gondozza.

## Szerkezete, részei
Az épületrendszer függőlegesen és vízszintesen is erősen tagolt. Vízszintesen három épületgyűrűt, függőlegesen három udvarszintet különíthetünk el. A fölső és az alsó udvar szintkülönbsége 20 m.
A legalsó udvarból széles lókaptatós lépcső vezet a másodikba.
Az épületgyűrű külső peremén vannak a gazdasági, adminisztrációs építmények és az egykori várőrség szállásai, a középső zónában a kápolna, a vártulajdonos lakrésze és vendégszobák. Két nagy – 60, illetve 71 méter magas – torony közé szorult a legbelső, többszintes épületegyüttes, szintenként egy lakosztállyal. Az épületegyüttesben 182 helyiséget alakítottak ki, ezek közül 50 lakószoba (Csorba).
Fogadóterek, Hunyadi-terem, diszpozitórium, keleti szalon (és dolgozószoba), valamint pár vendégszoba van.
A tornyokba csigalépcsőkön juthatunk fel. A legfelső toronyszoba zöldlombos falfestéseiről híres.
Legalul levéltári szoba van „raumkunst” (ez egy mondvacsinált és „átlagos” jelentésű, „németes” jelző) stílusban berendezve.

### Külső vár
A sokszög alaprajzú külső várba négyszögletes kaputornyon át vezet az út. A falakat négyszögletes és patkó alakú tornyokkal erősítették meg (Csorba).

### A belső vár szintjei
Az ötszintes belső vár alaprajza is sokszögletű.

#### I. szint
1. Képtár – tulajdonosok portréival a kastély átalakítás előtti időkből.
2. A Nádasdy-terem, a 19. század második felében érdekes, figurális motívummal díszített burkolatot kapott. Az olasz reneszánsz stílusú komód a gyűjtemény legrégibb bútora. A falakon Nádasdy Ferenc, Zaya András portréja mellett a két egyenruhás lovas, valószínűleg a Habsburg-dinasztia tagjai.
3. Toronyszoba ikonosztázokkal. Nardo di Cionét, a bajmóci oltár festőjeként ismerjük; legfontosabb alkotásai bekerültek gróf Pálffy János gyűjteményébe. Az oltárszárnyakat a 14. század 50-es éveiben temperával fatáblára festették, és a következő szenteket ábrázolja:
- felső sor, balról jobbra:
  - Szent János,
  - Jeremiás próféta,
  - Mária Jézussal,
  - Keresztelő Szent János,
  - Ranier próféta;
- alsó sor, balról jobbra:
- Szent Ágoston,
- Mária Magdolna,
- Szent Pál apostol.

Katalin és Mária között a szenvedő Krisztus és Szent János apostol, Szent Lucia. Szent Péter apostol. És Szent Margit. Szent Antal Remete. Nardo di Cione 14. század a pestis-járvány utáni második feléből a firenzei festészet legfőbb és legjelentősebb alakja. A bajmóci oltár az egyetlen épen maradt munkája. Andrey testvérével együtt a 14. század végén már ők a legnagyobb toszkán festők.
4. Télikert a következő hely A virágok védelmére és játékok termének volt. A padlóbál és ablakok alatti nyílásokból áramló meleg a szoba állandó alaphőmérsékletét biztosította. A helyi meleget 17. századi habán cserépkályha adta. Egyszerű konzolos padok mögötti lambériázott faparavánok között kártyát, sakkot, vagy a rulettet játszhattak. A gazdagon faragott barokk szekrény a lengyel Gdańskból került ide 1700-ban. A párkánypajzson a város címere van. A télikert hármas alakot ábrázoló festménye Marie Antoinettet, férjével XVI. Lajossal és háttérben álló testvérét Maximilian von Habsburgot mutatja. A kép festője A nemesség 18. századi festője Johan Mikhail Millitz bécsi festő, aki Felső-nyitrán is élt.
5. Galéria mindig fontos része az arisztokrata otthonoknak. A terem mennyezete és falburkolata faragott diófa, intarziás betétekkel. Nagy reneszánsz ólomüveg ablakok készítésük évszámaival AD (anno domini) 1548-asokat és az 1575-eseket gróf Pálffy Párizsban vette 1902-ben. Belső galéria bútorzata ugyanúgy, mint a nagy kandalló, klasszikus és neoreneszánszok. A képek azon Pálffy családtagokat mutatják, akik valaha tulajdonosai voltak a bajmóci birtoknak. Az utolsó tulajdonost, Pálffy János magyar nádor nyitja a sort. A középső, Pálffy Pál magyar nádor és császári tábornokot mutatja. A jobb oldali portré a felesége, grófnő Franziska Belasy Khuen. Az étkezőbe nyíló ajtó Vencel Brózik 1644-es munkája. A bal oldalán az utolsó kép Andrássy Emánuel portréja, aki Pálffy János sógora volt. A kandalló feletti festés a nemesek egy csoportja, akik a törökök feletti győzelem után hálát adnak Istennek. Az ajtót fölött az osztrák-magyar császárnő Mária Terézia által adományozott kép. A férjét Lotaringiai Ferencet és négy fiukat mutatja.
6. Kis szoba mosdóval. A portálüveget szlovák és cseh üveggyár készítette.. A falat motívumok és „LP” és „Debucourta IS Helman” feliratok díszítik.
7. Ebédlő. Nepravidlne tervezte. A kandalló abba a rácsos fülkébe került, amit Heim bécsi mester készített. A tölgyfabetét csatajelenetet ábrázol, gazdag díszítéssel. A főkép a korai 17. századból való. Abraham Jansens festette. A napkeleti bölcsek imádatát jeleníti meg. További képek a közép-európai barokk mesterek csendéletei. Bútorzat itt a 19. század második feléből ered. Kína és német Rosenthal porcelángyár termékei vannak kiállítva, valamint egy ezüst desszert-készlet Bécsből.
8. Keleti terem. Az utolsó tulajdonos Pálffy János dolgozószobája. Obložennie dolaf csináltatta aranyozott stukkót. A felső sorban érmék Allahot dicsőítő arab szövegsorok a Koránból. Az ajtós bélések eredetileg párnák és takarók tárolását szolgálták. A berendezés Milan Obrenovics szerb hercegtől származik, és Pálffy János vásárolta meg Bécsben 1902-ben, A mennyezet úgynevezett mór mennyezet. Pálffy gróf a Colli cégtől 1906-ban rendelte meg. A 16. század elején készült a kandalló feletti reneszánsz terrakotta dombormű. Madonna a gyermekével, ami egy toszkán mester műve. Figyelmet érdemelnek a keleti szalon vázái, (Ming korabeli kékmázasok) a gazdagon faragott indiai asztalok és a japán térelválasztó paravánokkal.
9. Zeneszalon 16. századi berendezéssel. A kanapék és székek kárpitja idillikus jeleneteket ábrázolnak. A zongora 1884-es és Bělehrádek Bécsi mester munkája Az asztal feletti kép a Szent Grove. Herman Corotti festette. Érdekessége, hogy a mester már ismerte a perspektivikus ábrázolást. Ha lassan közeledünk a kép előteréhez, az mindig a festmény lépcsőjére vezet. A többi alkotás témája az ókori mitológia. Kiállított kínai francia és bécsi tárgyak. Falióra 18. századi bécsi mester munkája. Szőlő és kígyós faragással gazdagon tarkítva. A Vénusz szobor Antonio Canova carrarai márványműveinek másolata.
10. Arany terem a várpalota legszebb része. Nevét a tiszta arannyal beborított mennyezeti hársfa faragásról kapta Gróf Pálffy 1907-ben rendelte meg a Gebrüder Collitól a velencei (szépművészeti akadémia) Académie di Belle Arti lándzsás és angyalos mennyezetének mintájára. A gróf már nem érte meg, hogy készen is lássa. A közepére helyezett medál Francesca Desilvestro portréja, születésének és halálának (1829–1908) szalagos dátumával. Omnia cum tempore ( „Mindent a maga idejében!”) felirattal. Az ablakok közti két nagy figuratív festmény a 19. század végén Václav Brózik alkotása. A szemközti falon levő, 17. századi művek. A „Török szultán velencei ellenőrzésen” téma Tiroli Stephen Kessler festő alkotása. Nauszika és Ulysses – flamand Jacob Jordaens képe. Azt az ókori görög mitológiai pillanatot ábrázolja, amikor a Trójai háborúból hazatérő Odüsszeusz király leányát Nauszikát Odüsszeia elsüllyedését után megtalálja. A következő kép Agatha Carl Francesca Nuvolone képe. A legrégebbi bútordarab az Arany teremben a rokokó asztal, ami sárgaréz virágelemekkel és hangjegy motívumokkal díszített. A többi bútor 19. századi. Gyertyatartók és az órásszekrény a század elején Párizsban készültek. Az óra lapja meisseni porcelán. Az arany csarnokban szokott fellépni a várkápolna kórusa. A szoborgaléria műkőből és vörös márványból készült. Kialakítása a Bellunoi Dei Rettori reneszánsz palota loggiájának alaprajzát követi. Colline-i Andreas szobrászmester készítette A galériáról a várkápolnába pillanthatunk be.
11. Kápolna. A 17. században Pálffy-Khuen Belasy Franciska grófnő és grófné alakíttatta ki a bástya ágyúterméből. Ebből az időszakból maradtak fenn a mennyezeti freskók és a stukkók. A kápolna fő stukkója angyali üdvözlet jelenít meg, ami valószínűleg a kápolna felszentelésére készült. Ezt támasztja alá a 19. század végi kápolna rekonstrukció, ami a festett alsó festményt, megszabadította a ráfestett rétegtől. Keresztelő Szt. János életéből vett jelenetek mellett a szentek: Szt. Miklós, Szt. Pál, jobbján Szt. László és István, alatta thüringiai Szt. Erzsébet története. Az oltárkép Pandóra szelence témakörét jeleníti meg Orcagna keze nyomát hordozva. Oltár készítője Colli Innsbruck, a ráfestett egyéb képek másolatok. Neogótikus rekonstrukció során nyerte el mai kinézetét, a párizsi Saint-Chapelle és a gótikus Amboise kastély kápolnái mintájára..
12. Központi kastélylépcső. A harmadik udvarba vezet a, amely a vár legrégebbi része. Nem hozatott anyagból van, hanem a vár azon mésztufa cölöpéből lett kifaragva, amelyre maga a vár is épült. A kaput és a nagy bronz ajtókat a Colli vállalata 1902-ben készítette el, gróf Pálffy tervei szerint. A másik lépcső, ami a negyedik udvarba visz, egy 26 méteres mélységbe tart. A fokok a pozsonyi Márton és fia cég által 1895-ben gyártott és szerelt elemek. Ez a cég telepítette a vár egyéb fém műtárgyait, például az udvari lámpákat, dekoratív korlátokat és a villámhárítót.

#### II. szint
13. Hall a vár eredeti gótikus magja közepébe épült A múlt században rekonstruálták. Nagy üvegablakos csarnok a torony csigalépcsőjéhez vezet, ami a lakóterületekhez vezet. Gróf Pálffy úgy akarta, hogy a belső terek egy építészeti egységet alkossanak az egész külsővel. Ezért vár középső lakható részeinek díszítettsége gótikus. Az enteriőr, Pálffy gróf ízlésvilágát adja vissza. Amiben a raumkunst, azaz művészi belső a meghatározó elv. Sok esetben, a gróf maga is részletes mintákat dolgoz ki. A belső munka kivitelezéssel megbízott Innsbruck Gebrüder Colli készítette el a mennyezetet, lambériát, ablakokat, ajtókat, falfestményeket és bútorokat tiroli gótikus szellemben. Az első emeleten felhasznált faburkolat vörös fenyő, a padló pedig tölgyfa.
14. Kék Szalon. Az első emeletet a nyitánya. Eredeti a lambéria, a korlátok, a lépcső a kutyák szobraival, a kazettás mennyezet és a kék festésű fal a címerekkel, magyar királyokról, nemesekről. Mátyás király, Thurzók és Pálffyak, akik egykor tulajdonosai voltak a kastélynak és birtoknak.
15. Kocsimosó.Az eredeti leltárban említett márvány mosóállvánnyal.
16. Nagyterem. Egy egység a hálószobával és a nappalival. Az arisztokrata lakrész a gótika időszakát idézi. Bútorok eredeti helyükön állnak. Úgy, ahogy Colli és Pálffy berendezte. A láda a bajmoki kastély utolsó felújítása utáni formáját őrzi. Érdekes az asztal fölötti nagy csillár, ami szintén beletartozik az eredeti leltárba.
17. Konyha. Egyszerű. A nagy német tálalóban ón és cserépedények vannak. Kézi működtetésű lifttel szállította fel az ételeket miután feldolgozták és elkészítették a helyi alapanyagokat. Pozsonyi Márton és fia cég készített bronz rácsot arra az ajtóra, ami lezárta az emeleti szobába vezető utat.
18. Márvány terem. A sárga és fekete márványú padlójáról kapta a nevét. Mozaikmintázat hal formájú elemekkel. A terület közepén "P" monogrammal. A központi medalionon, az ablak és ajtó fülkékben latin feliratokkal: CUOR FORTE ROMPE CATTIVA SORTE, VIRTUS IN ACTIONE, OMNIA CUM TEMPORE, HUC REFER PRINCIPIUM ET FINEM, FAMAM ERTENDERE FACTIS szellemében az olasz reneszánsz A szoba festett falán Francesco Desilvestri, Luster 17. századi velencei festők munkái. A II. szinten épült a kastély központi része, az alsó szinthez képest kissé eltolva.
19. Fogadószoba. Eredeti fa lambéria, romantikus festmények és kazettás mennyezet. A szobabútor a 19. század a második felében készült, de a reneszánsz és barokk székek idősebbek. A falból kiálló konzolra „Egy szegény fiú”-t mintázó – Antonio Canova által carrarai márványból készített- eredeti szobra került.
20. Gardrób neogótikus bútorokkal berendezett öltöző-helyiség. Az utolsó átalakítás óta a mosdó és a vízöblítéses WC maradt fenn.
21. Nagyterem. Az első emeletihez hasonló, de itt a hálószoba és a nappali gazdagon faragott válaszfallal van elválasztva . A felül áttört kurzív motívumok és talpas szobrok díszítik. Alján állatok domborművei láthatók. Az eredeti állapotú bútorzat, a mennyezet, a falburkolatok és falfestmények egymással mind összhangban állnak, neogótikusak.
22. Vadász szalon trófeákkal és elejtett vadakkal. Vadászjeleneteket ábrázoló falfestményeiről kapta a nevét. Francia porcelán, német ón és cserépedények vannak kiállítva. Mosogató a sarokban egyike a számos a kastélybeli hasonlónak, ahová gravitációval jutott el a víz a tározó a toronyból.
23. Másik hall az emelet utolsó helyisége. A mennyezet közepén a Pálffy címer – a jól ismert keréktöredék fölött ágaskodó szarvassal. Körülötte a Pálffy családdal kapcsolatban álló más nemesi családok címerei. Falburkolatok, a festett címerek és bútorok reneszánszok. A neogótikus szék, ill. az asztal még az, amit a 19. század végén Pálffy gróf megrendelt a Collitól.

#### III. szint
24 Lovagterem és loggia a III. szint központi részében a konzolokon kiálló karzat olyan, mint amit Pálffy gróf franciaországi Pierrefonds és Carcassonne-ban látott.
25. Fegyvercsarnok jelenleg kézi és a lőfegyverek, valamint egy páncélzat a 16. és a 18. századból. Csillár a teremben olaj lámpát tartott. a háttérben álló feszület oldalain a görög ábécé "alfa" és "ómega" betűi a kezdet és a vég szimbólumai.
26. Fellegvár – fegyvercsarnokból rövid falépcsőn jutunk a fellegvárba, ahol már kisebb a tér. A kiállítás a 19. századi különféle bútorok, órák, üveg, porcelán, kőszobrok, festmények stílusa klasszicizmus, empire, romantika, biedermeier, részben középkori, részben a 19. század második feléből valók. Citadella és a kilátó, ahonnan gyönyörű kilátás nyílik a Bajmócra és környéke. A lépcsőn lefelé a Hunyady terembe jutunk.
27. Hunyady-terem. A bajmóci kastély legnagyobb tere a 16. és a 17. században épült. Hunyady csarnok barokk portálján át a harmadik udvarba juthatunk. A portál latin feliratait gróf Pálffy János írta, ami egy kronogram, vagyis a római számokat jelentő betűk értékét összeadva 1899-et, tehát a felújítás kezdőévét kapjuk. A szöveg az átépítő Pálffy Jánost nevesíti.: VLTIMVS EX Pálffy Ioan LINEA DE NATVS RESTITVIT CVS RVPE ARCI Sita.
28. Gobelinszoba. A Hunyadi teremből lefelé egy másik hasonló, de kisebb térbe jutunk. A kései 19. századi épületben van Pálffy János gróf, főleg bútorokból és festményekből álló gyűjteménye. Az elülső falára került a 17. század elején Brüsszelben szőtt óriás gobelin.
29. Oszlopcsarnok. A Hunyady teremből márvány lépcsőház vezet ebbe a neogótikus terembe. Az impozáns és szokatlanul nagy carrarai márványszobrai az asszír Sardanapala és a zsidó Saul királyt formázzák. Thomas Wald angol szobrász alkotta Rómában. (Sardanapala önzés netovábbja, halála előtt csak azért mészároltatja le alattvalóit, hogy azok őt a túlvilágon is szolgálják.)

#### IV. (vár alatti) szint
30. Kripta. A második udvaron át a Pálffyak sírkamrájába mehetünk le. A kriptában van eltemetve Pálffy Tamás nyitrai püspök. (Elhíresült a vezekényi ütközetben elesett négy Esterházy felett mondott beszéde.) Gróf Pálffy János annyira tisztelte, hogy földi maradványait idehozatta Bazinból. A gróf pedig a középső kriptában emelt szarkofágban van eltemetve. Szarkofágot erdélyi kőfaragó készítették vörös márványból.
31. Barlang. Annak ellenére, hogy utoljára maradt a bajmóci várbarlang, 22 méter átmérőjével és 6 m-es belmagasságával figyelemre méltó marad, A kastély udvari tavernája 26 méter mélyen csatlakozik a kétosztatú mészkőbarlanghoz, amit víz mosott ki és denevérek lakják. A benne levő két tó valószínűleg összeköttetésben áll más föld alatti képződményekkel. 1967 óta látogatható.

### Berendezése
A bútorok között kevés az eredeti, többségüket különböző országokból válogatták össze úgy, hogy a stílus egységét meg tudják őrizni (Csorba). A második világháború végén a műkincsek jelentős része „elkallódott”.